# 台灣投資中國受害者協會

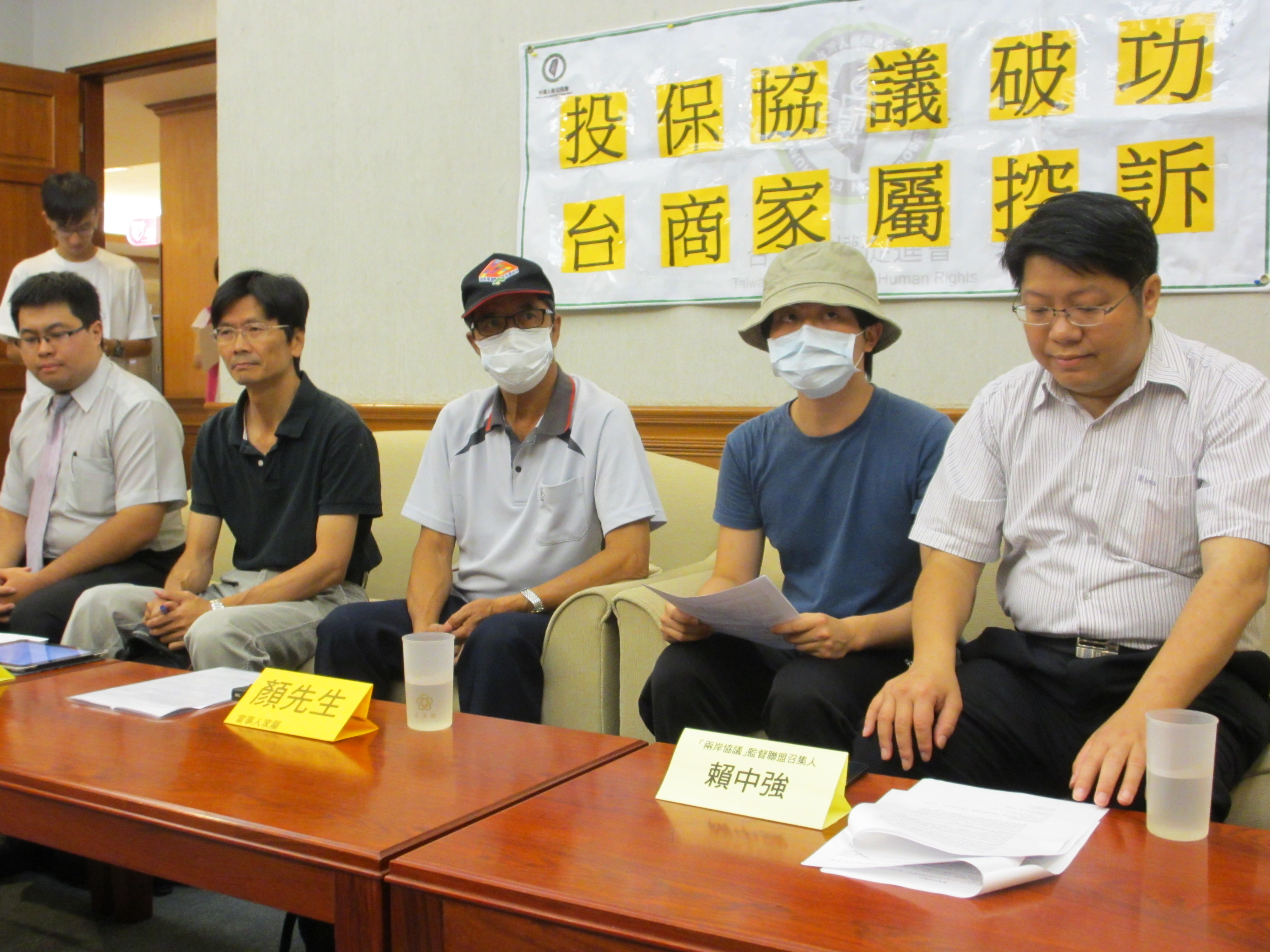
台灣人權團體就兩岸投保協議召開記者會。

台灣投資中國受害者協會（Victims of Investment in China Association, VICA）是一個由高為邦、林志昇等曾前往中國大陆投資的臺灣企業人士，於2003年在臺北市所自發成立的組織。該協會成員多声称在其投資過程中受害，如：權益受到非法侵占、人身安全遭受威脅迫害等慘痛經歷。在據理力爭反而可能入獄或遭殺害的情況下，無法討回公道。因此，協會成立後整理報導台商受害案例，提供平常媒體較少報導消息，供有意前往中國大陆投資的台商為鑑。並希望台商能藉由此團體的力量，討回公道。成立大會上，時任行政院大陸委員會副主委的劉德勳也出席該場大會，並表示將藉由過去處理的相關案例，提供協會類似經驗。

## 背景與目標

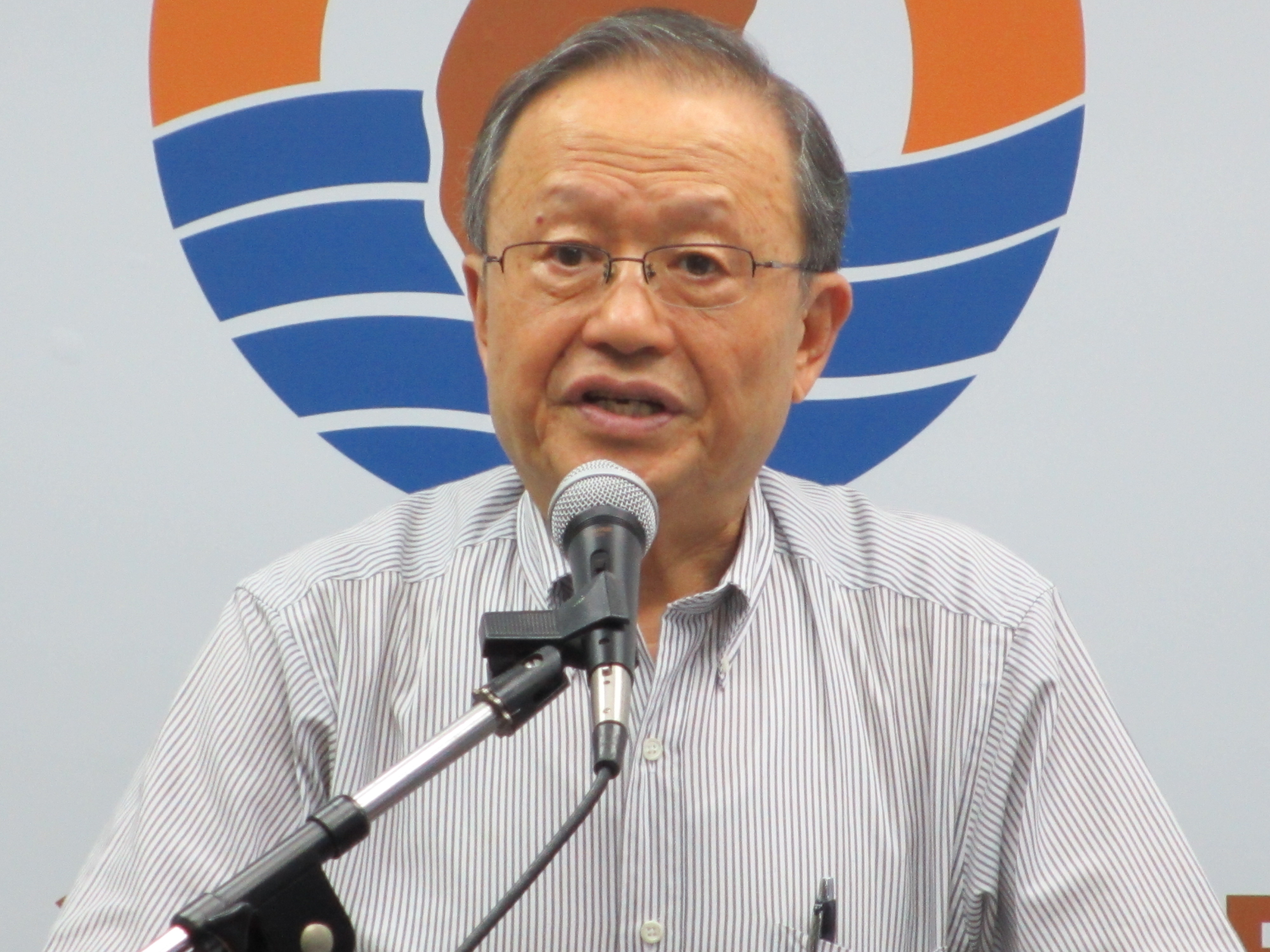
協會發起人是出身臺灣外省人的高為邦博士

台灣投資中國大陆受害者協會由台商組成，成員皆声称在中國大陆投資而被掠奪之經歷，有些還遭遇過被強加罪名，或是被綁架、軟禁等吃虧經驗，希望屆由組織的成立，向他人提醒西進中國大陆受到的的法治针对。
該協會理事長高為邦表示「如果在中國大陸要講關係，像我關係這麼好的都沒辦法，我真的不相信在大陸受害能討回公道！」他出面成立協會原因是：「不相信大陸真是個可以無法無天的地方，不相信有人可以永遠一手遮天。」他表示「掠奪台商企業是中共的國家政策，中國大陆掠奪台商的模式在過去已經發生了幾百起，合資就是引狼入室，合資就是教會你的合夥者，你的技術管理他控制之後，就會把你趕出去，至於到底是什麼理由，已經不重要，因為只是一個藉口而已。」「很多衝突都是台商與地方政府間的，最嚴重的是土地買賣問題。早期台商去的時候都是與地方書記訂合約買土地蓋工廠、商辦樓或住宅，台商依合約付錢，中方卻以各種理由不發給土地證明或房產證明，一拖就是十年、二十年，現在土地增值了，政府就以各種理由徵收，或與建商合作，強行將台商的地上物拆除，然後再與台商協商解決，以百分之一價錢逼台商就範，不從就一直拖下去！」。
高為邦認為中國政權是靠謊言與暴力支撐，謊言的力量比暴力更厲害，台灣太多人都被其謊言迷惑，他認為大多數受害台商不敢站出來是怕會影響自己案子。近年來站出來的人多了是因為他們看清了中国大陆的嘴脸。據協會成員的經驗，台商若打算將受害經歷公諸於世，中华人民共和国國台辦、地方政府的官員便會出現，要求以封口換取協助。有位澎湖臺商在中國大陆損失兩億多台幣，因為還抱著討回來的希望，不敢參加該協會，但他的案子發生至2004年已經十多年了，根本不可能把錢要回來的。
據高為邦及立法委員陳重信估計，赴陸投資的台商僅不到三分之一賺錢，資訊不足是造成誤判形勢的主因。

## 行動
2009年3月，房產被霸佔的協會成員於赴北京向人大代表和政協委員陳情，反映他們投資大陸所遭遇的迫害。
2011年9月9日上午9時，主辦「反中共誘騙迫害台灣人」大遊行。該次遊行從臺北國父紀念館出發，繞經行政院、立法院等機關，並到陸委會、總統府抗議。由受害台商沈柏勝擔任遊行隊伍總指揮，主要訴求包括「投資保障協定，受害台商要參與」、「受害台商要先賠，協議再簽訂」。
2012年中，在臺灣新竹科學園區某科技公司共同創辦人兼經理鍾鼎邦在中國大陆遭扣留近兩個月期間，曾與台灣人權促進會、國際特赦組織台灣分會、台灣關懷中國人權聯盟等三十多個民間團體發起組成行動大隊，訴求「鍾鼎邦沒回家，陳雲林不用來」，要求中國大陆「無罪、無條件釋放鍾鼎邦」，並呼籲總統馬英九為民發聲。

## 政策建議

### 反對「兩岸投資保障和促進協議」簽署
該協會認為「兩岸投資保障和促進協議」是一個不平等協議，因為該協議將使台商得不到人身安全及財產權益的保障，陸方卻得到有條件的最惠國與超國民待遇。對此，該協會除促請時任中華民國總統的馬英九應停止簽署外，並主張如簽定後又無法解決台商受害案件，海基會、陸委會首長應辭職以示負責 。

### 提供台商回流誘因
該協會包括理事長高為邦在內多人組成「台商台幹要回家聯盟」，認為台灣經濟困境之因，來自外銷製造業無法在台灣生存。因此，該聯盟主張台灣官方應以政策誘使台商回流，例如鬆綁東南亞等國外籍勞工名額，並使其薪資回歸市場機制，而非強制其可領跟台灣勞工一樣高的基本工資，讓製造業群聚願意回流。且製造業土地應只租不賣，另廣設「兩頭在外」的保稅區，則「不只鮭魚回鄉，連鯨魚都可以回鄉了。」據高為邦估算，若有10%的外銷製造業回流，可創造100萬個就業機會，即使6成名額雇用外籍勞工，仍可以台灣本地創造40萬就業機會，並連帶提升服務業就業機會。

## 外部連結
- 台灣投資中國受害者協會
- 高為邦, 投資中國：你必須知道的陷阱（页面存档备份，存于）, 台灣投資中國受害者協會, 2005年9月
- 台商勇士——高為邦（页面存档备份，存于）
- 「兩岸協議」督導聯盟
- 前立委胞弟投資中國 遭坑殺5百億元 （页面存档备份，存于）, 新頭殼, 2014年6月23日